# Alain Gravel
Pour les articles homonymes, voir Gravel.
Alain Gravel, né le 21 mars 1958, est un journaliste québécois. Il a notamment couvert l’information locale, régionale, nationale et internationale, tant à la radio qu’à la télévision, en nouvelles comme en affaires publiques. Il a pratiqué également le journalisme d'enquête en animant, de 2007 à 2015, l'émission Enquête diffusée par la Société Radio-Canada. Il a animé pendant quatre ans l'émission matinale diffusée à ICI Radio-Canada Première. Il est présentement à la barre de l'émission Les faits d'abord toujours à la radio publique.

## Biographie
Il a étudié en arts et technologies des médias au cégep de Jonquière, puis en sciences politiques à l’Université du Québec à Montréal (UQAM), sans avoir terminé son baccalauréat. Alain Gravel a commencé sa carrière à la radio en 1978, tout d’abord à Québec, puis à Jonquière et finalement à Montréal à CKAC-Télémédia. Là, durant les années 1980, il a fait ses premières grandes couvertures journalistiques, comme l’histoire des sœurs Lévesque et le massacre des élections ratées en Haïti en 1987.
Il est passé par la suite à TVA, où il a couvert entre autres la crise d’Oka de 1990 et la guerre du golfe Persique en 1991. En 1993, il s’est joint à l’équipe de l’émission Le Point à Radio-Canada, animée à l’époque par Jean-François Lépine. Il y a réalisé des reportages aussi divers que la légalité des « danses à 10 $ » ou la première élection présidentielle en Afrique du Sud.
Il fut président la Fédération professionnelle des journalistes du Québec de 2004 à 2007. Il a signé quelques documentaires tout en assumant une charge de cours en journalisme à l’UQAM.
Il tient un blog sur le site Radio-Canada.ca. 
Du 1er novembre 2008 au 1er octobre 2013, Alain Gravel a fait l'objet de surveillance policière, de la part de la Sûreté du Québec.
Il est un cousin du chanteur et musicien Dan Bigras.

## Enquête
En 1997, Alain Gravel est devenu animateur de l’émission Enjeux, aujourd'hui appelée Enquête, une émission de télévision basée sur le journalisme d'enquête et diffusée à la télévision de Radio-Canada. Il quitte l'animation de l'émission en 2015.

## Gravel le matin
En 2015, Alain Gravel est devenu morning man en prenant les commandes de l'émission radiophonique Gravel le matin sur les ondes d'ICI Radio-Canada Première. Cette émission se veut un bulletin d'informations traitant des nouvelles politiques, sportives et économiques. Elle reçoit divers collaborateurs qui traitent de sujets d'actualités.
Le 11 avril 2019, Radio-Canada annonce dans une nouvelle sur son site web qu'Alain Gravel quittera son émission matinale, Gravel le matin, après quatre ans de service (2015). Il est dit dans celle-ci qu'il animera, entre autres, une autre émission radiophonique axée sur la politique, Les faits d'abord.
En septembre 2024, toujours à Radio-Canada, il lance la série balado La mort libre, consacrée aux dix ans de l’aide médicale à mourir au Québec.

## Prix et distinctions
Avec ses collaborateurs, il a remporté au fil des ans six prix Gémeaux, le prix Italia 2004 pour un reportage sur la télé réalité, et un prix au New York International Documentary Festival pour un documentaire sur les délateurs.
Au gala Artis 2013, il a remporté le prix du meilleur animateur d'émissions d'affaires publiques.
En 2025, il reçoit trois distinctions pour sa série La mort libre, consacrée à l’aide médicale à mourir : la médaille d’or aux Digital Publishing Awards dans la catégorie « Meilleur balado – Arts, culture et société », le Prix Numix dans la catégorie « Meilleure série balado – Enjeu de société » ainsi que la médaille d’argent aux New York Festivals Radio Awards dans la catégorie « Balado documentaire ». 
Il est lauréat à quatre reprises du prix Judith-Jasmin.